# Covent Garden (Metropolitano de Londres)
Covent Garden é uma estação do Metropolitano de Londres que serve Covent Garden e arredores no West End de Londres. Fica na Piccadilly line entre as estações Leicester Square e Holborn e está na Zona 1 do Travelcard. A estação fica na esquina da Long Acre com a James Street e o saguão no nível da rua é um edifício listado de Grau II.

## História
A estação foi planejada pela Great Northern and Strand Railway (GN&SR), que recebeu aprovação parlamentar para uma rota da estação de Wood Green (agora Alexandra Palace) para Strand em 1899. Depois que a GN&SR foi adquirida pela Brompton and Piccadilly Circus Railway (B&PCR) em setembro de 1901, as duas empresas ficaram sob o controle da Metropolitan District Electric Traction Company de Charles Yerkes antes de serem transferidas para sua nova holding, a Underground Electric Railways Company of London (UERL) em junho de 1902. Para conectar as rotas planejadas pelas duas empresas, a UERL obteve permissão para novos túneis entre Piccadilly Circus e Holborn. As empresas foram formalmente fundidas como Great Northern, Piccadilly and Brompton Railway após aprovação parlamentar em novembro de 1902. A estação foi inaugurada pela Great Northern, Piccadilly and Brompton Railway em 11 de abril de 1907, quatro meses depois que os serviços no restante da linha começaram a operar em 15 de dezembro de 1906.
Em 1929, Covent Garden foi sugerida para fechamento em conexão com a extensão da linha Piccadilly: a eliminação de estações menos movimentadas na área central melhoraria a confiabilidade e os tempos de viagem para passageiros de longa distância, embora o fechamento não tenha ocorrido.
Em 2011, a English Heritage deu à fachada da estação o status de listada como Grau II, por ser um bom exemplo da arquitetura de Leslie Green.

## A estação hoje

### Design

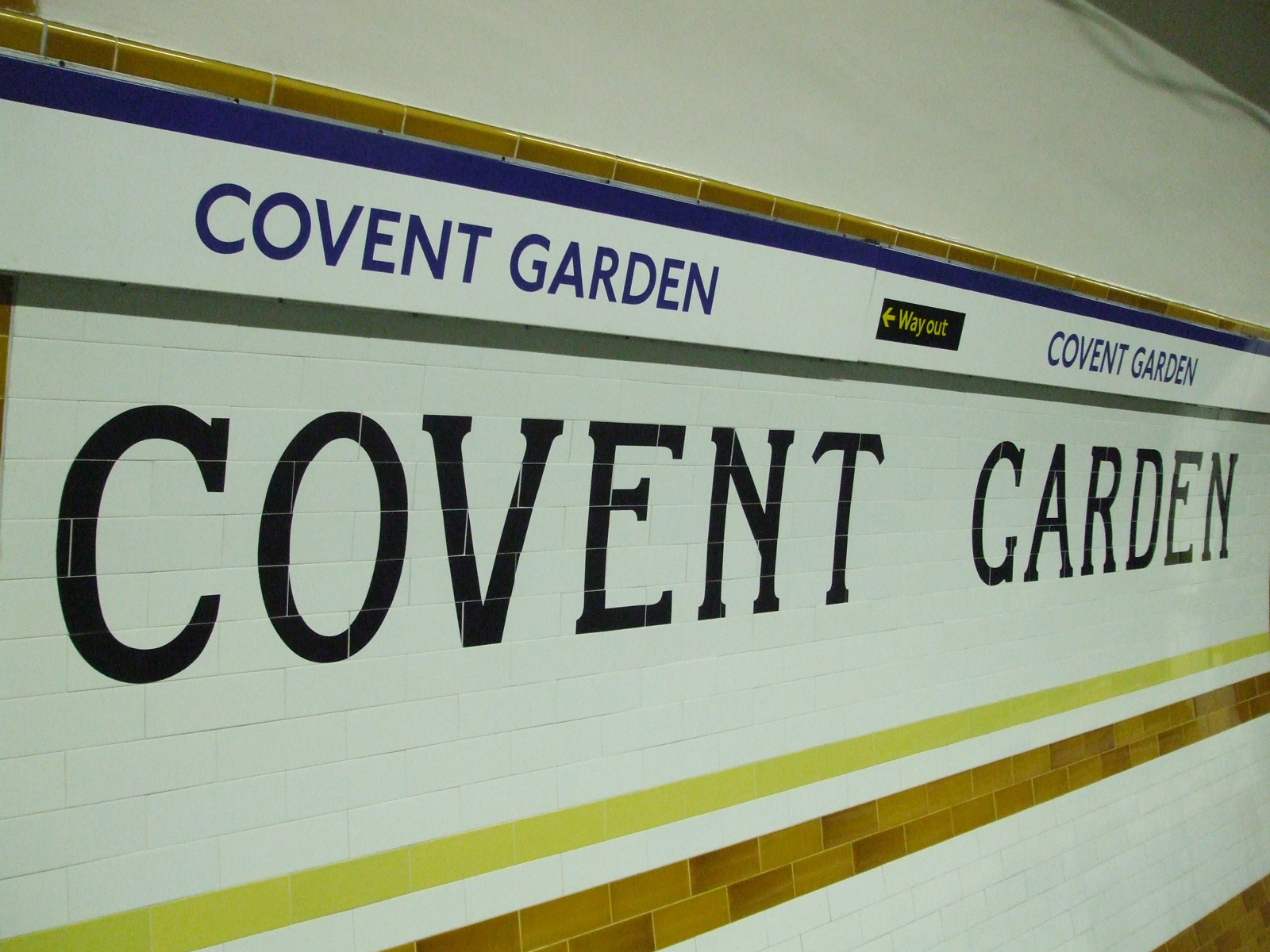
Sinalização nas plataformas

Como o resto das estações da GNP&BR originais, o edifício da estação no nível da rua e os ladrilhos das plataformas foram projetados por Leslie Green no Estilo Moderno (estilo Art Nouveau Britânico). Como é comum em outras estações do centro de Londres projetadas por Green, o prédio da estação é um clássico edifício vermelho 'Oxblood' que tem duas elevações voltadas para o final da James Street e da Long Acre. A parede da plataforma foi revestida com dois tons de amarelo e branco que formavam formas geométricas junto com três espaços em branco para incorporar o nome da estação.
As estações ao longo da parte central da linha Piccadilly, bem como algumas seções da linha Northern, foram financiadas por Charles Yerkes e são famosas pelos edifícios vermelhos da estação projetados por Leslie Green e pelos distintos ladrilhos das plataformas. Cada estação tinha seu próprio padrão e cores de ladrilhos exclusivos.

#### Ladrilhos no nível da plataforma

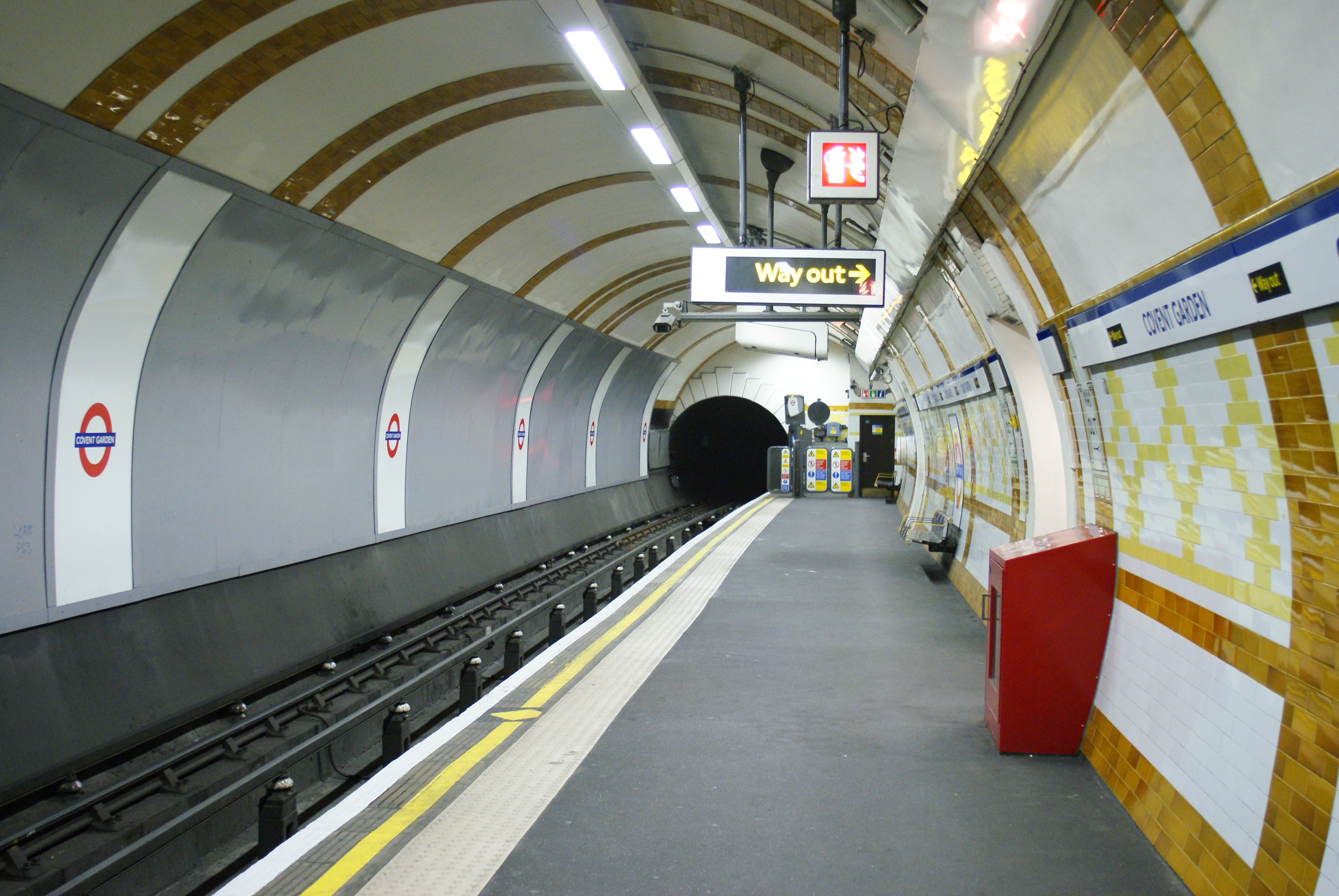
O distinto mosaico na plataforma.

As estações ao longo da parte central da linha Piccadilly, bem como algumas seções da linha Northern, foram financiadas por Charles Yerkes, e são famosas pelos edifícios vermelhos da estação projetados por Leslie Green e pelos ladrilhos de plataforma distintos. Cada estação tinha seu próprio padrão e cores de ladrilhos exclusivos.

### Acessos
A estação Covent Garden é uma das poucas estações no Centro de Londres cujo acesso à plataforma é feito somente por elevador ou por uma escada em espiral de emergência com 193 degraus.
Há quatro elevadores que dão acesso ao nível da rua, embora um lance final de escadas dos elevadores para as plataformas signifique que a estação não é acessível para cadeiras de rodas.
No final da escada, vários cartazes, alertando os usuários sobre a longa subida à frente, sugerem que eles usem os elevadores da estação.

## Serviços e conexões
As frequências dos trens variam ao longo do dia, mas geralmente operam a cada 3 a 7 minutos em ambas as direções. Como parte da Piccadilly line, a estação é servida pelo Night Tube nas noites de sexta e sábado.